# デニズ・ガムゼ・エルギュヴェン
デニズ・ガムゼ・エルギュヴェン（Deniz Gamze Ergüven, 1978年6月4日 - ）は、トルコ・フランスの映画監督である。『裸足の季節』で長編監督デビューした。

## 生い立ち
トルコのアンカラで生まれ、1980年代にフランスに移住する。Fémisに通い、2008年に卒業する。

## キャリア
2011年、エルギュヴェンは自身のプロジェクト『The Kings』を進めるためにカンヌ国際映画祭のアトリエに参加した。そこで彼女は『博士と私の危険な関係』の企画を進めていたアリス・ウィンクールと知り合う。エルギュヴェン自身の映画の資金集めには失敗したものの、親密となったウィンクールと共に『裸足の季節』の脚本を共同執筆することとなる。
長編デビュー作『裸足の季節』は第68回カンヌ国際映画祭の監督週間で初演され、ヨーロッパ・シネマ・ラベル賞を獲得した。さらには第40回トロント国際映画祭で上映され、第88回アカデミー賞外国語映画賞にフランス代表作としてノミネートされた。
2016年5月、エルギュヴェンは第2作『マイ・サンシャイン』（原題：Kings）の製作を発表した。主演はハル・ベリーであり、1992年のロサンゼルス暴動を描いた作品である。ワールド・プレミアは2017年9月13日に第42回トロント国際映画祭で行われたが、批評家の反応は芳しくなかった。
2016年6月、エルギュヴェンは映画芸術科学アカデミーの監督枠会員に招待された。

## 私生活
エルギュヴェンは『裸足の季節』の撮影中に妊娠し、2015年2月11日に男児を出産した。

## 主なフィルモグラフィ
- 裸足の季節 Mustang (2015) 監督・脚本
- マイ・サンシャイン Kings (2017) 監督・脚本
- ハンドメイズ・テイル/侍女の物語 The Handmaid's Tale (2019) S3E11-12 監督 テレビシリーズ
- ペリー・メイソン Perry Mason (2020) S1 E4-6 監督　テレビシリーズ